# (9096) Tamotsu
(9096) Tamotsu est un astéroïde de la ceinture principale.

## Description
(9096) Tamotsu est un astéroïde de la ceinture principale. Il fut découvert le 15 décembre 1995 à Ōizumi par Takao Kobayashi. Il présente une orbite caractérisée par un demi-grand axe de 3,17 UA, une excentricité de 0,02 et une inclinaison de 6,9° par rapport à l'écliptique.

## Compléments